# Milena Šoukal
Milena Šoukal, slovenska pesnica, * 17. februar 1922, Brežice, † 21. december 2018, Kentucky, ZDA
Šoukalova je leta 1944 maturirala na Državni učiteljski šoli v Ljubljani. Nekaj časa je poučevala na Pijavi Gorici, po koncu 2. svet. vojne pa je z valom beguncev odšla najprej v Vetrinj na Koroškem od tam pa v Judenburg na Štajarskem, kjer je poučevala v begunski šoli; nazadnje se je odselila v ZDA in se zaposlila v Chicagu, kjer je poučevala na srednješolskem tečaju izseljenske skupnosti Sv. Štefan.
Šoukalova je najpomembnejša slovenska pesnica v zdomstvu. Z intimnoizpovednimi pesmimi, v katerih se zgleduje po slovenskih ekspresionističnih pesnikih, je postala stalna sodelavka Meddobja in slovenskih zbornikov v Buenos Airesu. Tu je leta 1969 izšla njena prva zbirka Pesmi. Leta 1999 je za pesniško zbirko Ptice na poletu v Trstu prejela literarno nagrado Vstajenje.